# Ruffian
Ruffian (17. dubna 1972 – 7. července 1975) byla anglická plnokrevná dostihová klisna, známá také jako "Černá perla". Je považována za jednu z nejlepších dostihových klisen v historii a byla zařazena mezi nejlepší dostihové koně USA 20. století časopisem Blood-Horse. V roce 2007 o ní vyšel film Ruffian. V tomto filmu je zachycen její život od příjezdu k Frankovi Y. Whiteleyovi až po její smrt na dráze v Belmont parku.

## Kariéra
Černá klisna plemene anglický plnokrevník vysoká 1,64 metru se narodila na farmě Claiborne v Kentucky. Odchována byla Stuartem S. Janney juniorem a Barbarou Phipps Janney, vlastníky farmy Locust Hill v Glyndonu v Marylandu. Ruffianin otec byl Reviewer, který patřil rodině Phippsových a jehož předkem byl Bold Ruler, matkou byla Shenanigans, kobyla po Native Dancer. Jako jednoroček přešla do tréninku k Franku Y. Whiteleymu juniorovi.
Ruffian si po získání ceny Eclipse pro Výjimečnou dvouletou klisnu v roce 1974 a vítězství v Trojkoruně klisen v roce 1975 vysloužila přezdívku "Královna klisniček" ("Queen of the Fillies"). Zůstala neporažena ve všech deseti závodech, od vzdálenosti 5,5 furlongů (1,1 km) až po 1,5 míle (2,4 km) a vždy s průměrným náskokem 8 a 1⁄3 délky. Svůj první závod doběhla v rekordním čase a s náskokem 15 délek. Byla ve vedení od začátku do konce v každém dostihu, který běžela, také vyrovnala dva traťové rekordy.
Ruffianin žokej, Jacinto Vasquez, byl v rozhovoru tázán, jestli bylo těžké dostat se s Ruffian v začátku dostihu do vedení. Odpověděl : "Ne, Ruffian si sama vybere své místo a sama se na něj dostane, i když se ostatní žokejové snaží přimět své klisny, aby do ní strkaly a kopaly." To vysvětluje, proč měla vždy pomalejší starty. Ruffian vyhrála dostih Sorority Stakes s novým rekordem a čerstvě sundanou dlahou, která sice nebyla po vážném zranění, ale noha byla bolestivá a mnohé dostihové koně dokázalo takové zranění z žebříčku sesadit.
Ruffian vyhrála Spinaway v rekordním čase trati 1:08:03. Ráno po závodu zjistil pracovník stájí, že Ruffian nesnědla svou obvyklou dávku jídla a Whiteley Ruffian prohlédl. Všiml si, že má klisna citlivou pravou zadní nohu a rozhodl se nechat jí zrentgenovat. Ruffian měla naprasklou kost zadní nohy.
Později byl Whiteley v rozhovoru tázán, zda si ji Ruffian frakturu přivodila během závodu Spinaway. Odpověděl, že se během závodu zranila, když byla jen pár kroků od drátu. Když byl tázán, proč si myslí, že Ruffian nedala najevo žádné známky bolesti ze zranění až do druhého dne, odpověděl: "Je to velmi silná klisna a nerada ukazuje jakoukoliv slabost."
Všechny Ruffianiny rekordy až na jeden jsou dodnes nepokořeny. Jedinou výjimkou je rekord na dostizích Mother Goose Stakes, kde zaběhla čas 1:47:80 a vyhrála o 13,5 délky. Její rekord překonala pouze Rachel Alexandra v roce 2009, kdy zaběhla čas 1:46:33 s náskokem 19,5 délky. Ruffian při svém triumfu na Mother Goose Stakes předběhla své soupeřky o více než dvě zatáčky a s přehledem zvítězila proti pěti soupeřkám; šestá klisna, Dan’s Commander, kterou trénoval James W. Woods, ztratila svého žokeje, Rudy Turcotta, hned po startu. Rachel Alexandra porazila dvě klisny a zvítězila s náskokem jedné zatáčky.

## Poslední závod a smrt
Ruffianin jedenáctý závod se běžel v Belmont Parku 6. července roku 1975. Šlo o závod mezi Ruffian a vítězem Kentucky Derby toho roku, Foolish Pleasurem. V minulosti tito dva koně měli stejného žokeje, Jacinta Vasqueze. Ten se rozhodl jet v Belmont Parku Ruffian, protože věřil, že je lepší, v sedle Foolish Pleasurea byl žokej Braulio Baeza. Dostih, zvaný také jako "Great Match" byl velmi očekávaným a navštívilo ho více než 50 000 diváků, v televizi ho sledovalo 20 milionů lidí.
Při vybíhání ze startovního boxu se Ruffian tvrdě uhodila do ramene. První čtvrt míli (402 m) vedla Ruffian o nos. O 1 furlong (201 m) později už vedla o půl délky, když jí praskly obě sezamské kůstky v pravé přední noze. Vasquez se jí pokoušel zastavit, ale Ruffian běžela dál, zatímco si tříštila kůstky v noze, trhala kůži a vazy, až jí kopyto viselo na malém kousku kůže. Vasquez řekl, že bylo nemožné ji zastavit, stále se snažila závod doběhnout a vyhrát. Jak bylo vidět na záznamu dostihu, Ruffian polekal pták, který vyletěl z vnitřního pole závodiště a klisna úlekem špatně došlápla. Většina lidí ale diskutovala o tom, že na zemi byl výmol, nebo se lekla a špatně došlápla.
K Ruffian byli okamžitě přivoláni veterináři, nohu jí omotali obvazy, zchladili a převezli ji na veterinární chirurgii. Zde ji okamžitě operovali, operace trvala tři hodiny. Když se Ruffian probrala z anestezie, myslela si, že stále běží závod a začala sebou házet a zmítat. Ačkoliv se jí mnoho lidí snažilo zastavit, začala se v kruzích točit na podlaze. Přitom její těžká sádra opakovaně dopadala na zdravou nohu, až si roztříštila loket levé přední nohy. Veterinář, který ji ošetřoval, řekl, že její loket vypadal jako kousek ledu roztříštěný po zemi. Ruffian si nakonec strhla sádru a rána na operované noze se jí opět otevřela. Protože se veterináři shodli, že další složitou operaci by pravděpodobně nepřežila, byla krátce nato uspána. Jediným závodem, který kdy prohrála, se tak stal ten, během kterého si způsobila fatální zranění.
Dokonce i trenér Foolish Pleasurea, Leroy Jolley, řekl, že předpokládal, že by Ruffian závod vyhrála – její časy a vítězné marže byly mnohem lepší než u Foolish Pleasurea. Ačkoliv nakonec dostih "vyhrál" Foolish Pleasure, téměř všichni vítězství přiřkli Ruffian. Než závod předčasně ukončila, měla náskok o více než délku a půl a nikdy ji nikdo nepředběhl – nedovolila to, jak předvedla v Sorority Stakes,kdy odmítla nechat Hot n´ Nasty aby jí předběhla, i když trpěla kvůli čerstvě sundané dlaze.

## Následky
Ruffianin předčasný konec a její smrt vedla k veřejné diskuzi ohledně humánnějšího zacházení s koňmi. Protože je pro koně přirozené se zmítat a kopat když se probírají z anestezie, byl vynalezen "zotavující bazén" plný teplé vody, ve kterém se koně neporaní.
Léky jako kortikosteroidy na záněty a bolesti se začaly běžně používat. Přesto mělo zvýšené užívání léků i stinnou stránku, kdy mnoho koní běželo závody se zraněním. V Americe už po smrti Ruffian nebyl žádný další závod mezi dvěma šampiony.

## Rodokmen
Rodokmen Ruffian by mohl být alespoň částečně vinný za její zlomenou nohu – její otec, Reviewer, měl za svou dostihovou kariéru hned tři zlomeniny. Při jeho čtvrtém a posledním kolapsu ve stáji byl po operaci uspán.
Shenanigans, Ruffianina matka, si za svůj život zlomila dvě nohy a byla uspána po operaci střev 21. května 1977. Ruffianin dědeček, Native Dancer, je často označován za původce genetiky "měkkých kostí".

## Odkaz
Ruffian je pohřbena nedaleko vlajkového pole na závodišti v Belmont Parku s nosem stále směřujícím k cíli.
Ruffian posmrtně získala i Eclipse cenu pro Výjimečnou tříletou klisnu roku 1975. V roce 1976 byla uvedena do Národního muzea závodů a do Síně slávy. Časopis Blood-Horse ocenil Ruffian jako 35. ze 100 nejlepších plnokrevných šampionů USA 20. let, je nejlépe hodnocenou klisničkou (či kobylou) na seznamu a jediným koněm ženského pohlaví na obou seznamech. Díky tomuto hodnocení získala i titul "Klisnička století". Časopis Sports Illustrated ji zahrnul jako jediného zvířecího sportovce na seznamu 100 nejlepších ženských atletek, udělili jí 53. místo.
V létě roku 1975 Ruffian věnovala folková zpěvačka Joan Baezová svou verzi písně Stewball.
Od roku 1976 se na počest Ruffian běhá závod Ruffian Handicap. Do roku 2009 se běhal na závodišti v Belmont Parku, pak se přesunul do Saratogy.
26. května 2009 byla otevřena Ruffianina koňská klinika. Stála 18 milionů dolarů a stojí za východem 8 v Belmont Parku. Uvnitř zařízení pracují specialisté na řešení hlavních koňských problémů, jako například kulhání, které může být diagnostikováno a vyléčeno před závodem, čímž dávají zvířeti šanci odvést jeho práci a mít kvalitní život i mimo dostihovou dráhu.
Trenér Secretariata, Lucien Laurin, řekl tisku : "Bůh je mým svědkem, mohla by být ještě lepší než Secretariat."
Ruffian má mnoho titulů, jako například "Queen of the Fillies", "Queen of the Century", "Queen of Racing", "Queen of the Track", "Filly of the Century", "The Super Filly" a mnoho dalších.
Vyšlo o ní také několik knih, například Ruffian: Burning from the Start, Ruffian: A Race Track Romance nebo The Licorice Daughter: My Year with Ruffian.

## Chov
| Otec Reviewer     | Bold Ruler    | Nasrullah    | Nearco        |
| Otec Reviewer     | Bold Ruler    | Nasrullah    | Mumtaz Begum  |
| Otec Reviewer     | Bold Ruler    | Miss Disco   | Discovery     |
| Otec Reviewer     | Bold Ruler    | Miss Disco   | Outdone       |
| Otec Reviewer     | Broadway      | Hasty Road   | Roman         |
| Otec Reviewer     | Broadway      | Hasty Road   | Traffic Court |
| Otec Reviewer     | Broadway      | Flitabout    | Challedon     |
| Otec Reviewer     | Broadway      | Flitabout    | Bird Flower   |
| Matka Shenanigans | Native Dancer | Polynesian   | Unbreakable   |
| Matka Shenanigans | Native Dancer | Polynesian   | Black Polly   |
| Matka Shenanigans | Native Dancer | Geisha       | Discovery     |
| Matka Shenanigans | Native Dancer | Geisha       | Miyako        |
| Matka Shenanigans | Bold Irish    | Fighting Fox | Sir Gallahad  |
| Matka Shenanigans | Bold Irish    | Fighting Fox | Marguerite    |
| Matka Shenanigans | Bold Irish    | Erin         | Transmute     |
| Matka Shenanigans | Bold Irish    | Erin         | Rosie O'Grady |